# Roger Blanc
Pour les articles homonymes, voir Blanc (homonymie).
Roger Blanc (1919-1958) est un réalisateur français. Il fut également producteur et, à ses débuts, assistant réalisateur.

## Réalisateur
- 1949 : Scandale aux Champs-Élysées
- 1950 : Sans tambour ni trompette
- 1950 : Mystère à Shanghai [2]
- 1954 : Minuit... Champs-Élysées
- 1957 : L'Aventurière des Champs-Élysées

## Producteur
- 1954 : Minuit... Champs-Élysées
- 1957 : L'Aventurière des Champs-Élysées
- 1960 : Chaque minute compte de Robert Bibal

## Assistant réalisateur
- 1936 : Un mauvais garçon de Jean Boyer
- 1937 : Gueule d'amour, de Jean Grémillon
- 1939 : L'Héritier des Mondésir d'Albert Valentin
- 1943 : L'aventure est au coin de la rue de Jacques Daniel-Norman
- 1944 : Bifur 3 de Maurice Cam
- 1946 : La Tentation de Barbizon de Jean Stelli
- 1946 : Les Portes de la nuit de Marcel Carné